# Josida Tosimicu
Josida Tosimicu (japánul:吉田寿光 ) Ibaraki, 1963. augusztus 29. –) japán nemzetközi labdarúgó-játékvezető. Angol jelöléssel Toshimitsu Yoshida.

## Pályafutása

### Nemzetközi játékvezetés
A Japán labdarúgó-szövetség Játékvezető Bizottsága (JB) terjesztette fel nemzetközi játékvezetőnek, a Nemzetközi Labdarúgó-szövetség (FIFA) 2000-től tartotta nyilván bírói keretében. Több nemzetek közötti válogatott és klubmérkőzést vezetett. Az aktív nemzetközi játékvezetéstől 2005-ben búcsúzott.

#### Világbajnokság
A világbajnoki döntőhöz vezető úton Dél-Koreába és Japánba a XVII., a 2002-es labdarúgó-világbajnokságra és Németországba a XVIII., a 2006-os labdarúgó-világbajnokságra a FIFA JB bíróként alkalmazta. A selejtezők során az Ázsia AFC zónában tevékenykedett.

##### 2002-es labdarúgó-világbajnokság
| Időpont           | Helyszín                     | Mérkőzés típusa           | Mérkőzés         | Eredmény | Nézők száma |
| ----------------- | ---------------------------- | ------------------------- | ---------------- | -------- | ----------- |
| 2001. február 21. | Nemzeti Stadion, Kuvaitváros | előselejtező (4. csoport) | Szingapúr–Kuvait | 0 : 1    | 12 099      |

##### 2006-os labdarúgó-világbajnokság
| Időpont             | Helyszín                             | Mérkőzés típusa          | Mérkőzés          | Eredmény | Nézők száma |
| ------------------- | ------------------------------------ | ------------------------ | ----------------- | -------- | ----------- |
| 2004. szeptember 8. | Thong Nhat Stadion, Ho Si Minh-város | második kör (7. csoport) | Vietnam–Dél-Korea | 1 : 2    | 25 000      |
| 2004. november 17.  | Al-Gharafa Stadion, Doha             | második kör (1. csoport) | Katar–Jordánia    | 2 : 0    | 800         |